# Longipalpus obcordatus
Longipalpus obcordatus är en skalbaggsart som först beskrevs av Dillon 1952.  Longipalpus obcordatus ingår i släktet Longipalpus och familjen långhorningar.
Artens utbredningsområde är Fiji. Inga underarter finns listade i Catalogue of Life.